# おっとり捜査
『おっとり捜査』（おっとりそうさ）は、小手川ゆあによる日本の漫画。『週刊ヤングジャンプ』『週刊ヤングジャンプ増刊・漫革』『週刊ヤングジャンプ増刊・別冊ヤングジャンプ』（いずれも集英社）において、1995年から2000年まで掲載された。単行本はヤングジャンプ・コミックスより全10巻刊行。第190回月例ヤングジャンプ新人賞にて佳作を受賞した投稿作品が、そのまま作者のデビュー連載となった。

## 概要
小手川ゆあの処女作。『漫革』1995年9/5号に掲載された、新人賞佳作受賞作を始めとする読み切り・集中連載（単行本第1巻にSpecial FILE 1-4として収録）の後、『週刊ヤングジャンプ』において1996年33号から1997年30号まで週刊連載。その後は『漫革』1997年9/26号より増刊不定期連載へ移行し、『別冊ヤングジャンプ』2000年8/15号にて完結した。単行本巻末には、竹田エリによるパロディ4コマ漫画が収録されている。

## ストーリー
人気美少女モデルが被害者の連続殺人事件が発生。そんな中、事件の捜査官である秋葉辰也の元に、被害者のモデル仲間であった久保みずほが訪ねて来る。次に狙われる可能性の高いみずほの協力を得、おとり捜査が開始される。

## 登場人物
秋葉 辰也（あきば たつや）
本作の主人公。久我山警察署の刑事。伊達曰く「捜査のことになると人が変わる」。日本犯罪史上最悪の大量殺人犯・橘を逮捕した刑事として良くも悪くも有名である。橘を兄のように慕っていた。みずほと出会い、次第に心境に変化が生まれていく。
久保 みずほ（くぼ みずほ）
本作のヒロイン。女子高校生。母子家庭であり、家計を助けるためにモデルのアルバイトをしている。自身が狙われた殺人事件以降、何度か捜査に協力。秋葉と深く関わるようになったためもあって、度々事件に巻き込まれる。
橘 圭吾（たちばな けいご）
警視庁監察医務院の元監察医で、中学時代から計36人を殺害した殺人鬼。友人関係にあった秋葉に逮捕された。秋葉の命を奪いたいと心から切望していると語る。独房の鉄格子越しにしばしば捜査のアドバイスを与えるなどしていたが、ある外部の手引きから脱走。
伊達 信一（だて しんいち）
久我山警察署鑑識課の警察官。久我山署内でも浮いた存在である秋葉と親しく、秋葉の単独捜査にも何だかんだ言いつつ協力する。歳の離れた加代子という若妻がいる。
井部（いべ）
武蔵野警察署の刑事。履いていた靴下のロゴから、秋葉に「ファンキー」とあだ名を付けられる。始めは秋葉を快く思ってはいなかったが、共に捜査をする内、軽口・憎まれ口を叩きながらも互いを認め合う仲となる。
真田 昭人（さなだ あきひと）
警視庁科学警察研究所法科学一部心理研究室所属の警視。医大の博士課程修了後、国家公務員I種試験により入庁し、異常犯罪の研究・捜査・分析等を行っている。警察官としての秋葉の捜査能力を高く評価している。
黒崎 百合子（くろさき ゆりこ）
警視庁捜査一課火災班所属の警部。真田の後輩。子供の頃、放火による火事で両親を亡くしている。物事に動じず、冷静で無表情。後に科警研に出向し、真田の助手を務める。
安堂 さくや（あんどう さくや）
六本木警察署暴力団担当の刑事。秋葉の元相棒。東大塚署で橘事件を担当していた捜査員の内、現在も刑事を続けているのは秋葉とさくやのみ。かつて南関東鬼束組組長の鬼束と付き合っていたらしい。
五十子 慎人（いらご まこと）
厚生省麻薬取締捜査官。みずほの通う高校に代理の養護教諭として潜入していた。組織規模の小ささから仕方がないとは言え、個々の薬物事件には係わっていられない現状に苛立ちを覚えている。

## 単行本
- おっとり捜査 1 ISBN 4088754824 (1996/12)
- おっとり捜査 2 ISBN 4088754840 (1997/3)
- おっとり捜査 3 ISBN 4088754891 (1997/6)
- おっとり捜査 4 ISBN 4088755502 (1997/8)
- おっとり捜査 5 ISBN 4088755952 (1997/12)
- おっとり捜査 6 ISBN 4088756851 (1998/8)
- おっとり捜査 7 ISBN 4088757467 (1999/1)
  - 読み切り作品『ARCANA』収録
- おっとり捜査 8 ISBN 4088758250 (1999/9)
- おっとり捜査 9 ISBN 4088758943 (2000/3)
  - 読み切り作品『Silent』収録
- おっとり捜査 10 ISBN 4088760603 (2000/9)